# Willeysthenelais diplocirrus
Willeysthenelais diplocirrus är en ringmaskart som först beskrevs av Grube 1875.  Willeysthenelais diplocirrus ingår i släktet Willeysthenelais och familjen Sigalionidae. Inga underarter finns listade i Catalogue of Life.